# قندلي
قَنْدَلِي أو قسطل أو كستناء الحصان (الاسم العلمي: Aesculus)، جنس نباتات معمرة من فصيلة الغدبية. أنواعها من 13 إلى 19 جميعها أشجار وشجيرات وجنبات فارشة، غضة، جميلة الشكل.
وهي شجيرات تزرع بشكل كبير كنباتات للزينة في الحدائق، وتعد ذات قيمة زخرفية كبيرة بسبب أزهارها الجذابة، تم تطوير العديد من أنواعها لاستخدامها لأغراض البستنة، كانت أوراق هذه النباتات هي الرمز الرسمي لمدينة "كييف" قديمًا، وذلك للدلالة على النبالة، ولا يزال رمزًا رسميًا لكييف حتي اليوم.

## الوصف

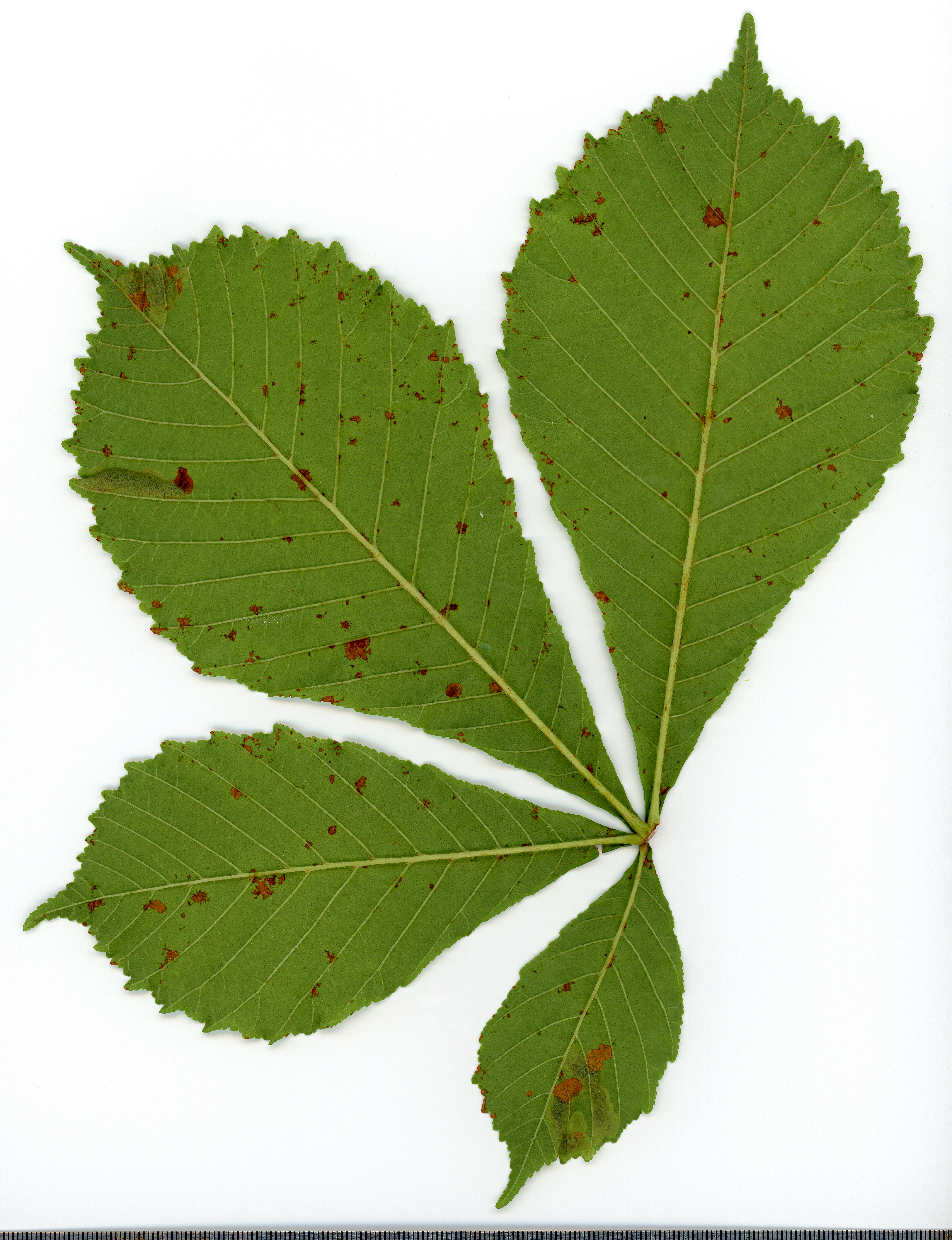

تتميز أنواع القندلي (الكستناء الحصانية) ببراعم قوية، والتي غالبًا ما تكون لزجة، وأوراق متقابلة مقسمة على شكل راحة اليد، وغالبًا ما تكون كبيرة جدًا بحيث يصل عرضها إلى 65سم (26 بوصة) كما في أوراق كستناء الحصان الياباني. الأنواع دائمة الخضرة، والزهور يتم تلقيجها بواسطة الحشرات أو الطيور، والزهور تكون في أربع أو خمس بتلات مندمجة، مرنبة في إزهار عنقودي، والإزهار يبدأ من 80 إلى 110 يوم من النمو، تنضج الثمرة في كبسولة يكون قطرها من 2 إلى 5سم (1:2بوصة) وعادة ما تكون كروية الشكل، وكل كبسولة تحتوي على بذرة إلى ثلاث بذور، والتي تسمى خطأ بالجوز، لها أشواك حادة او بدونها، والبذور كبيرة قطرها 1 بوصه ولونها بني لامع، وعند النضج تنقسم الكبسولة إلى ثلاثة أقسام لتحرير البذور.
كانت بذور القندلي تؤكل تقليديًا بعد سلقها بشكل جزئي للتخلص من المواد السامة، وذلك من قبل شعب جومون في اليابان على مدى حوالي 4000 عام، حتى عام 300م. وكان الأمريكيون الأصلييون يسحقون بذور القندلي، ثم يقوموا بإلقاء المسحوق في المياه الهادئة أو الراكدة بهدف صعق الأسماك أو قتلها، ثم يقومون بالتقاط هذه الأسماك وغليها وتصفيتها ثلاث مرات على الاقل لتخفيف آثار السم. كما أن البراعم الجديدة من البذور تقتل الماشية التي تأكلها.

## الأنواع الشائعة
أنواع الأسكولوس تتضمن:
| الصورة | الاسم العلمي               | الاسم الشائع             | التوزيع                                                            |
| ------ | -------------------------- | ------------------------ | ------------------------------------------------------------------ |
|        | أسكولوس أساميكا            |                          | شمال شرق الهند (سيكيم) شرقًا إلى جنوب الصين (قوانغشي) وشمال فيتنام. |
|        | أسكولوس هيبوكاستانوم       | كستناء الحصان            | أوربا، موطنه الأصلي البلقان، شمال شرق أمريكا الشمالية              |
|        | أسكولوس أنديكا             | كستناء الحصان الهندي     | شرق آسيا                                                           |
|        | أسكولوس تشينينسيس          | كستناء الحصان الصيني     | شرق آسيا                                                           |
|        | أسكولوس كاليفورنيا         | كستناء كاليفورنيا        | غرب أمريكا الشمالية                                                |
|        | أسكلولوس فلافا (أوكتاندرا) | باكاي أصفر               | شرق أمريكا الشمالية                                                |
|        | أسكولوس غلابرا             | باكاي أوهايو             | شرق أمريكا الشمالية                                                |
|        | أسكولوس بارفيفلورا         | فرشاة الزجاجة            | شرق أمريكا الشمالية                                                |
|        | أسكلوس باريا               | باكاي باري               | غرب أمريكا الشمالية، ولاية باها كاليفورنيا، ديل نورت               |
|        | أسكلوس بافايا              | باكاي أحمر               | شرق أمريكا الشمالية                                                |
|        | أسكولوس سلفاتيكا           | باكاي مطلي               | شرق أمريكا الشمالية                                                |
|        | أسكولوس توربيناتا          | الكستناء الكاذب الياباني | اليابان                                                            |
|        | أسكلوس وانجي               | كستناء الحصان            | شرق أسيا                                                           |

## السمية

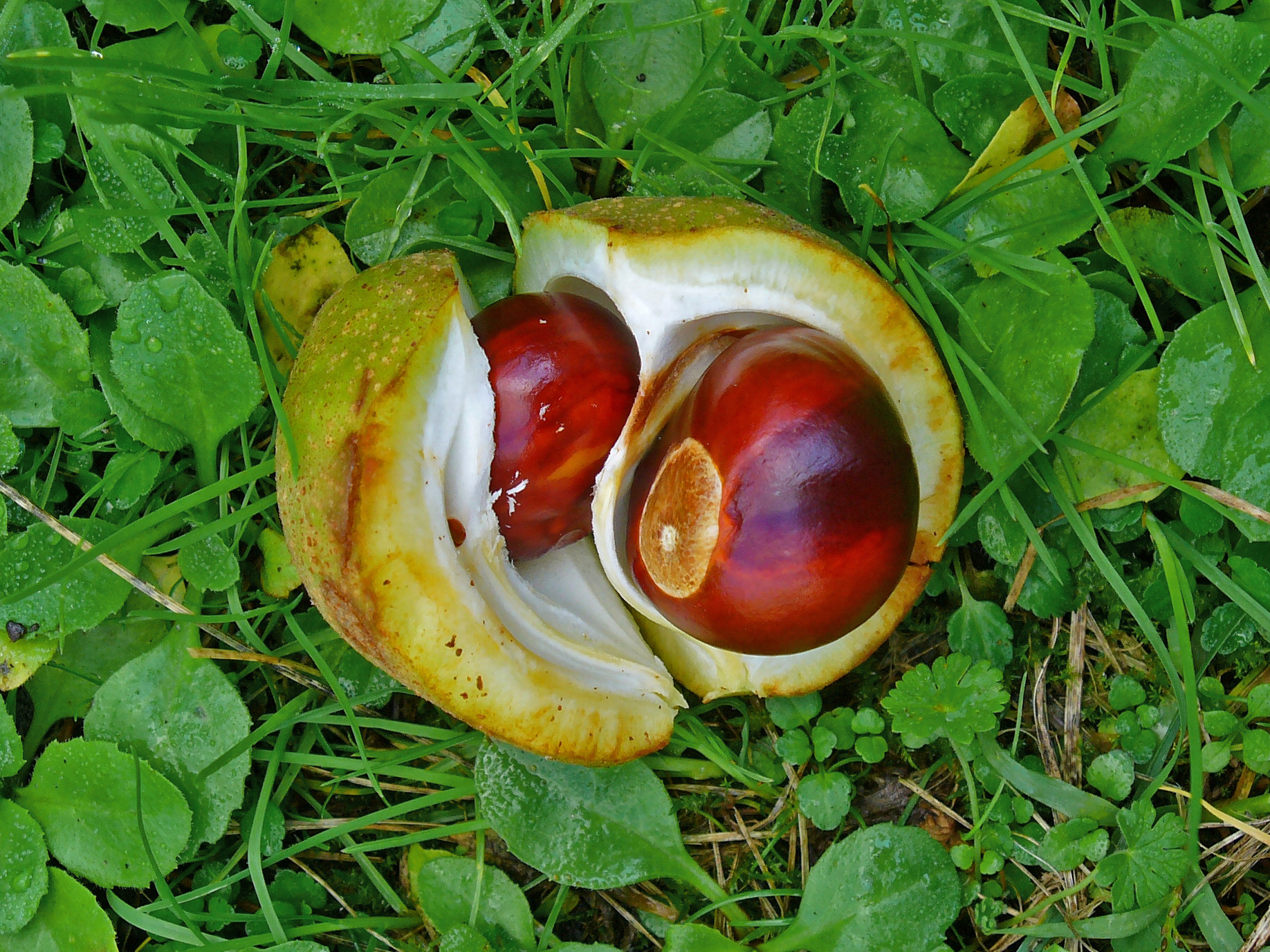

قندلي شجرة متساقطة الأوراق، وهي سامة للبشر ومعظم الحيوانات، جميع الأجزاء سامة إلى حد ما بما في ذلك البذور الشبيهة بالجوز، والسم يؤثر على الجهاز الهضمي، ويحدث إضطرابات كبيرة فيه، مما يتسبب في أعراض مثل القيء والإسهال والتشنجات، وربما يصل الأمر غلى الموت. وأعلى تركيزات السموم تكون في اللحاء، والبذور، والأوراق، والسوق الجديدة. وتشير وزارة الزراغة الأمريكية إلى أن السمية ترجع إلى "صابونين إسكين" و "غلوكوزيد إيسكولين" مع احتمال مساهمة "الكلويدات (شبه قلوي)". الكثير من الحيوانات بما فيها القطط والكلاب معرضة أيضًا للإصابة بسمية القندلي، ويحتاج الأمر وقتها إلى تدخل بيطري فوري.

## القندلي في التاريخ
الكستناء الحصاني (القندلي) لم يكن من الأشجار الأصلية في بريطانيا، أي أن بريطانيا لم تكن موطنًا له، ولم يتم إدخاله هناك إلا من أوربا بداية من عام 1650م.
مثلت ورقة القندلي الرمز الرسمي لكييف على شعار النبالة المستخدم من عام 1969م إلى عام 1995م، ولا تزال رمزًا رسميًا لكييف حتى وقتنا هذا.
أطلق المرشح الأمريكي ويليام هنري هاريسون في حملته الرئاسية عام 1840م، على نفسه "مرشح الكوخ الخشبي وعصير التفاح القوي" حيث صور نفسه جالسًا في كوخ خشبي مصنوع من جذووع شجر الباكاي ويشرب عصير التفاح، مما جعل ولاية أوهايو تعرف باسم "ولاية باكاي".
يتم في جينيف بسويسرا، استخدام شجرة كستناء رسمية للإشارة إلى بداية فصل الربيع من كل عام، وذلك منذ عام 1818م. ويقوم سكرتير المجلس الأعلى لجنيف (البرلمان المحلي) بمراقبة الشجرة، ويتم تسجيل تفتح الورقة الأولى فيها، ويتم الاعلان عن ذلك بشكل علني، وعلى مر السنوات بسويسرا تم استخدام أربع أشجار كستناء مختلفة من أجل هذا التسجيل.

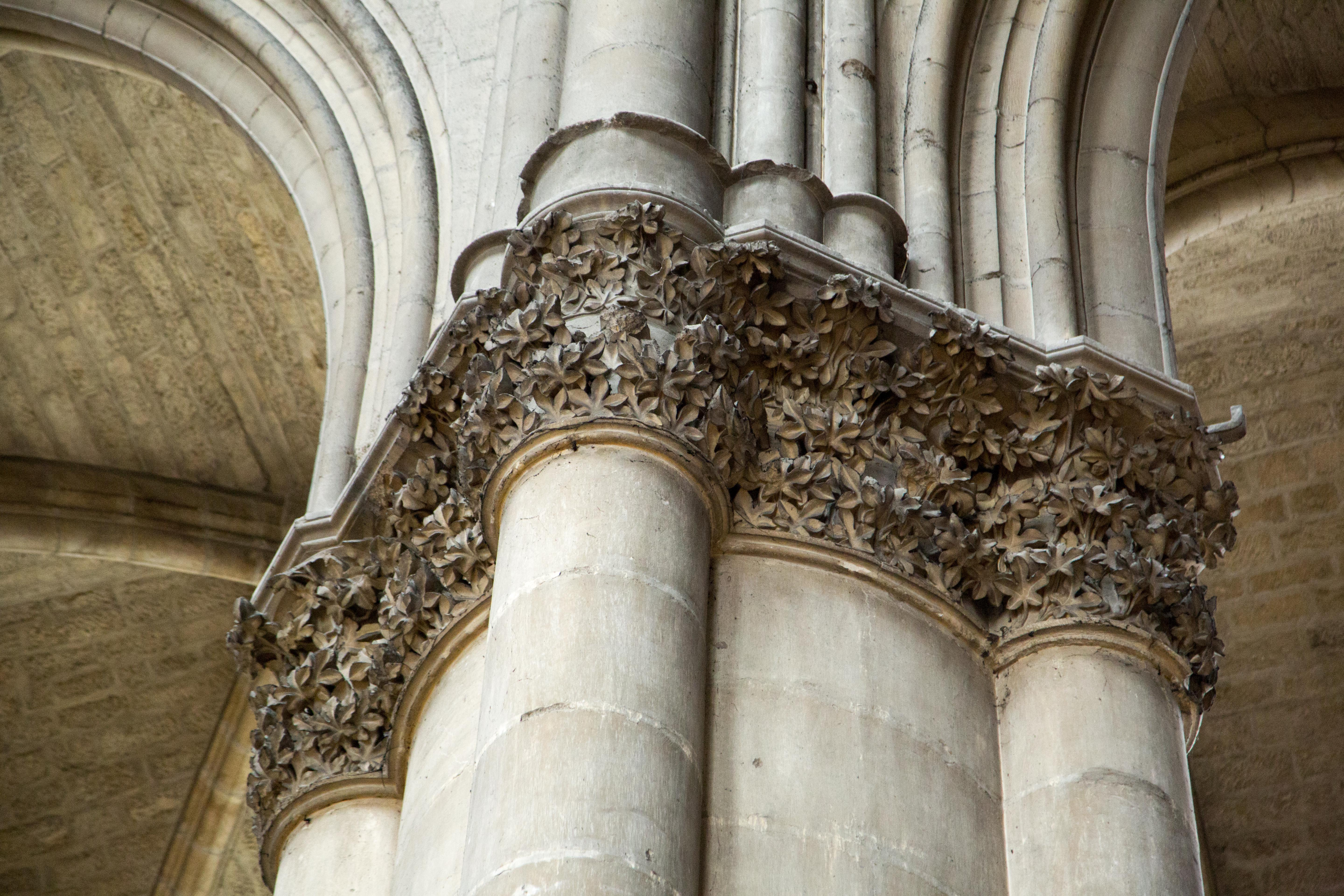
تفاصيل عمود في كاتدرائية ريمس تصور أوراق شجرة الكستناء الحصانية

استخدمت العديد من القبائل الأمريكية الأصلية في أمريكا الشمالية، خاصة في غرب ووسط الولايات المتحدة مثل: ميوك وبومو ويكوت ومايدو، أشجار الباكاي الكاليفورني لصيد الأسماك باستخدام الصابونين، تسمى هذه العملية الصيد بالسموم، حيث يقومون بطحن بذور الأشجار من أجل الحصول على الصابونين، ومن ثم يلقون بالمسحوق إلى المياه الضحلة والجداول فتقوم مركبات الصابونين بما تمتلكه من سميه بقتل الأسماك أو صعقها، مما يسمح لهذه القبائل صيدها بسهولة.

## في الفن
يمكن رؤية أوراق القندلي بسهولة في الزخارف المعمارية على بعض أعمدة كاتدرائية ريمس(رانس) بفرنسا.